# مكتب الأمن العام بقسم شرطة العاصمة طوكيو

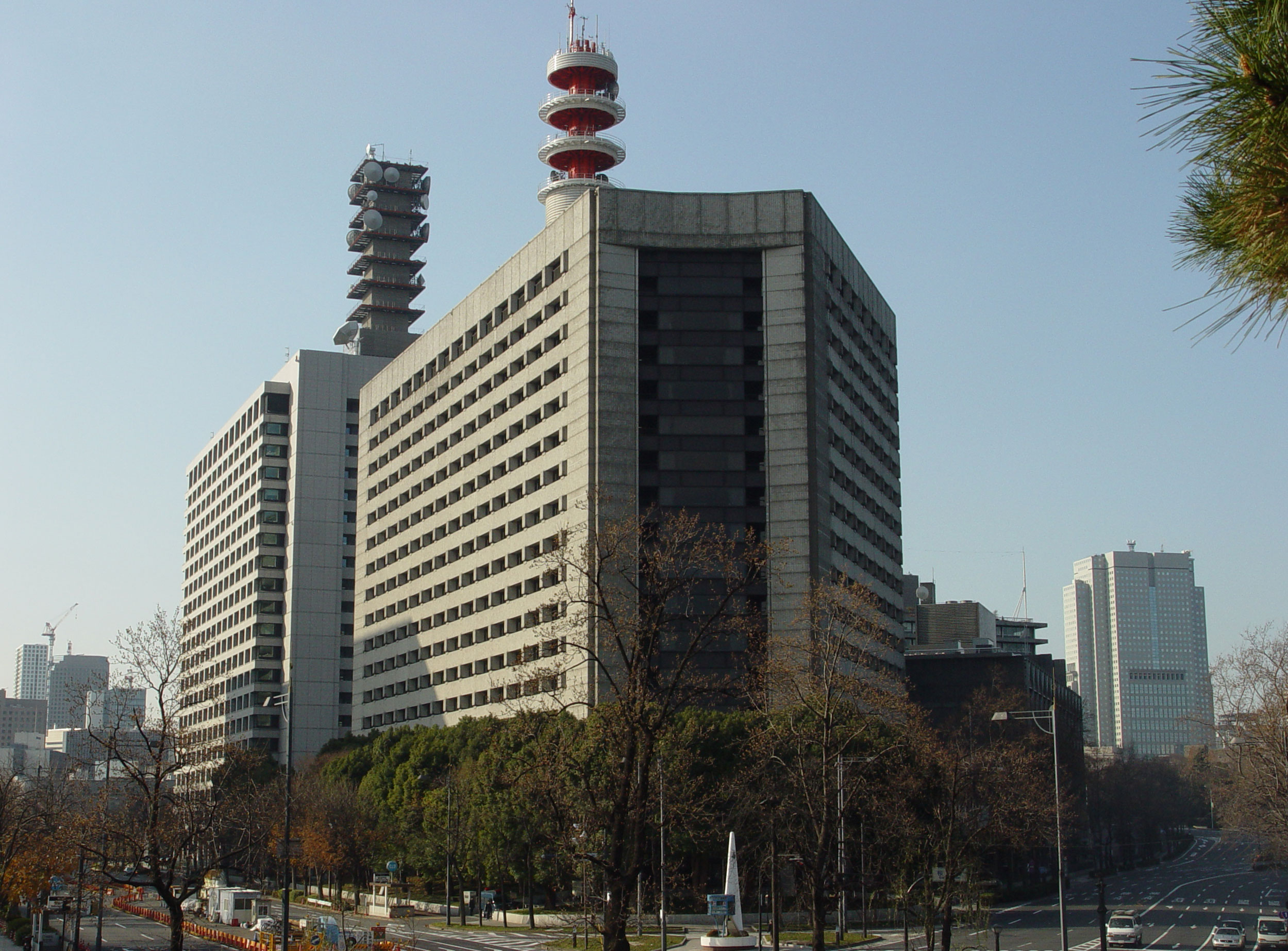

مكتب الأمن العام بقسم شرطة العاصمة طوكيو (باليابانية: (警視庁公安部 Keishichō-kōanbu) هو مكتب الأمن العام التابع لقسم شرطة العاصمة طوكيو، و المسؤولة عن منطقة العاصمة طوكيو، اليابان. ولدى المكتب تحت امرته 2000 موظف. ويترأس المكتب وزير و وزارة العدل في الحكومة اليابانية.
بالنظر في تقسيمات الشرطة اليابانية، يتضح أن قسم شرطة العاصمة طوكيو هو القسم الوحيد الذي يمتلك مكتب أمن عام مستقل، بينما في باقي مناطق وضواحي اليابان، حيث يُدمجْ مكتب الأمن العام مع باقي الأقسام الأمنية مثل شعبة الشؤون الخارجية مع قسم الأمن العام. وينظر إلى طوكيو كاستثناء لأن مكتب الأمن العام في طوكيو كان يعمل مع وكالة الشرطة الوطنية اليابانية لمدة طويلة.
لا يعتبر مكتب الأمن العام مشابهاً لمكتب التحقيقات الفيدرالي في الولايات المتحدة الأمريكية على الرغم من بعض التلمحيات والمطالبات. وسبب ذلك، أن مراقبة الأنشطة الإجرامية العادية لا تدخل من مهام مكتب الأمن، بل يقوم مكتب الأمن بالتعامل مع والأنشطة التي تهدد الأمن القومي، وبالتالي، فهو يشبه إلى حد كبير المكتب الخامس للمخبارات البريطانية MI5، مع اختلاف أن مكتب الأمن القومي الياباني مدعوم كلياً من قبل ضباط الشرطة.

## وصلات خارجية
- الموقع الرسمي لقسم شرطة العاصمة طوكيو